# Lasioglossum melanopus
Lasioglossum melanopus là một loài Hymenoptera trong họ Halictidae. Loài này được Dalla Torre mô tả khoa học năm 1896.